# Красна казарма

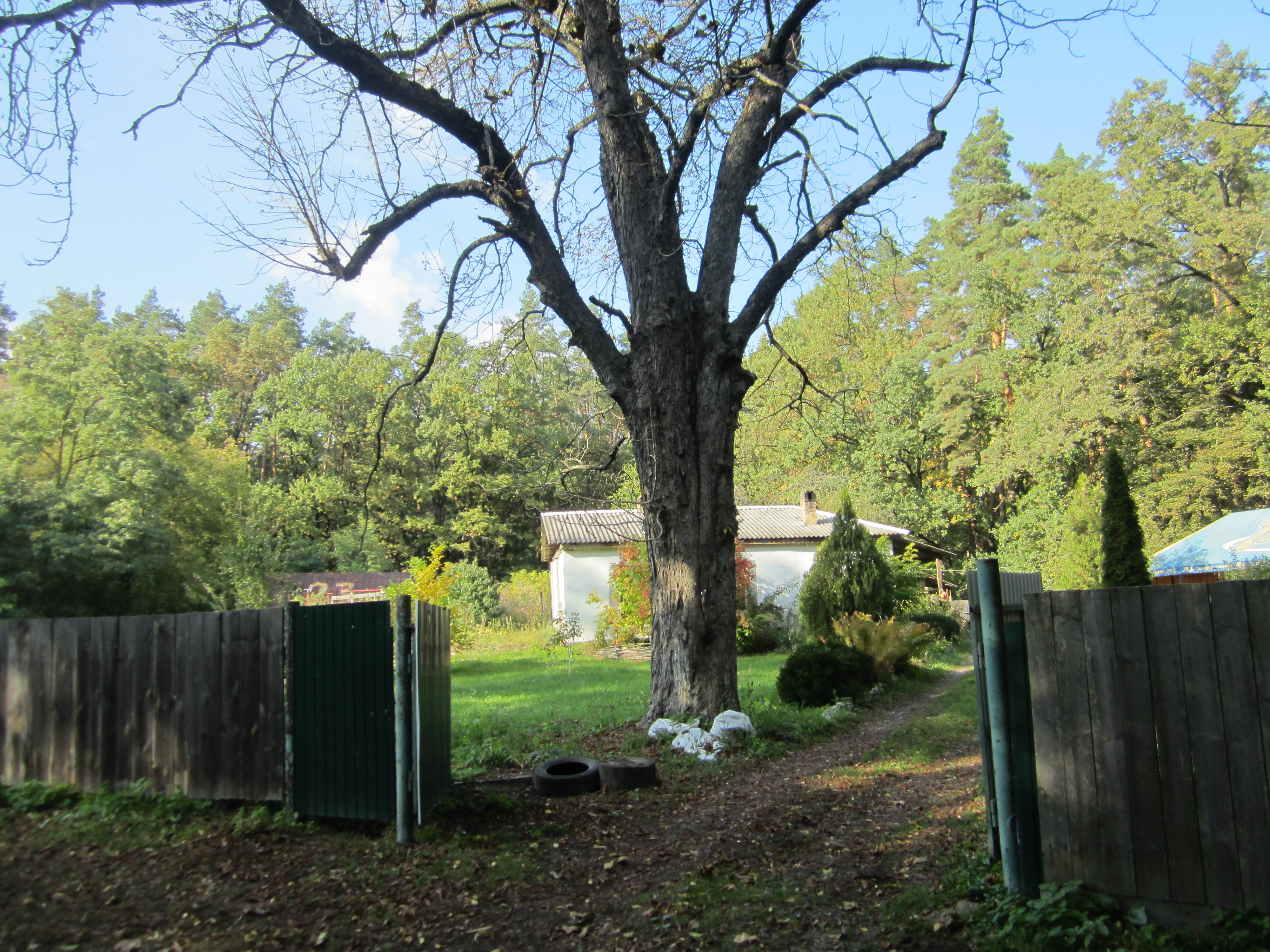
Красна казарма. Сучасний вигляд

Красна казарма (Красний колодязь) — історична місцевість Києва, хутір, лісничівка, розташована на півночі Броварського лісу, за 2 км на захід від смт Калинівка Броварського району Київської області.

## Історія
Красна казарма виникла в другій половині 1840-х років або на початку 1850-х років, коли в Остерському повіті запроваджено систему відновлення лісових насаджень. Позначена на мапах Києва та околиць 1850-х, 1868 року (як безіменний будинок лісової сторожі «Д. Страж.» (дом стражи)). Входила до складу Остерського повіту Чернігівської губернії. Первісно розташовувалася за 500 м на північний захід від теперішнього місця. 
Перша назва лісничівки, зафіксована у документах Броварського лісництва 1919 року — «Красноколодезьский стражнический дом» (Красний колодязь) у 13-му кварталі. Тут мешкало 2 лісові об’їзники. При лісничівці справді існував колодязь і можна припустити, що він свого часу був гарний («красний»), звідси і може походити назва.
Як Червона Казарма вперше зазначена в довіднику «Список поселень Київської округи» 1926 року, де був один двір, мешкало 9 осіб. Та під такою ж назвою в книзі «Населені місця Київщини. Попередні підсумки перепису 17-го грудня 1926 року» як лісова сторожка «Червона Казарма в 13 кварталі», де налічувалося 3 двори, мешкало 10 жителів. На той час Червона Казарма входила до складу Рожівської сільської ради Броварського району. 
Ймовірно, Червона (Красна) Казарма увійшла до меж Києва в 1950-ті роки, коли до міста приєднано прилеглі ліси. Увійшла до складу Дніпровського району (сьогодні місцина в складі Деснянського району). Нині окрема лісничівка у 23 кварталі Броварського лісництва, що складається з одного двору.

## Цікаві факти
Красна казарма — найвіддаленіша з-поміж усіх місцин, що існували або існують на Київському Лівобережжі. Також це взагалі найвіддаленіша населена місцевість Києва в цілому — відстань від Майдану Незалежності становить 32 км.